# 中部義隆
中部 義隆（なかべ よしたか、昭和35年（1960年）1月29日 - 平成28年（2016年）4月5日 ）は、日本の美術史家。専門は日本絵画史。大和文華館学芸部長。

## 経歴
大阪府大阪市生まれ。1987年(昭和62)神戸大学大学院文化学研究科中途退学。神戸大学助手、財団法人大和文華館学芸部員、学芸部次長を経て、大和文華館学芸部長、神戸大学客員教授。

## 論文
- 「観世流謡本藍染川と宗達」『美のたより』84号、1988年
- 「沃懸地青貝金貝蒔絵群鹿文笛筒」『美のたより』85号、1988年
- 「木版金銀泥刷料紙装飾について」『大和文華』81号、1989年
- 「「人物図扇面」について」『美のたより』87号、1989年
- 「俵屋と伊年印について」『美のたより』91号、1990年
- 「俵屋宗達と料紙装飾」『美のたより』92号、1990年
- 「宗達筆金銀泥下絵和歌巻について－画面構成を中心に－」『美のたより』92号、1990年
- 「「輪舞図屏風」について」『美のたより』94号、1991年
- 「土佐光起筆「林和靖梅鶴図」（三幅対）」『美のたより』95号、1991年
- 「俵屋宗達筆　桜図について」『美のたより』97号、1991年
- 「伝俵屋宗達筆草花図扇面散貼付屏風をめぐって」『大和文華』87号、1992年
- 「「阿国歌舞伎草紙」について」『美のたより』99号、1992年
- 「画僧　松花堂昭乗」『美のたより』103号、1993年
- 「松花堂昭乗の絵画作品について」『美のたより』104号、1993年
- 「尾形光琳と松花堂昭乗」『美のたより』105号、1993年
- 「尾形光琳筆　流水図広蓋について」『美のたより』107号、1994年
- 「「隔メイ記」にみる寛永文化の世界13―公家と俵屋」『日本美術工芸』667号、1994年
- 「光琳の雪舟学習について」『美のたより』110号、1995年
- 「尾形乾山筆「春柳図」について」『美のたより』112号、1995年
- 「抱一筆「瓶花図」について」『美のたより』115号、1996年
- 「本阿弥光悦筆「新古今集和歌色紙」について」『美のたより』116号、1996年
- 「新出の伝宗達下絵光悦書四季草花下絵三十六歌仙和歌色紙について」『国華』1219号、1997年
- 「乾山筆「花籠図」をめぐって」『東洋美術1000年の軌跡』1997年
- 「尾形乾山筆「武蔵野隅田川図乱箱」について」『美のたより』119号、1997年
- 「絵描きの玉手箱13松花堂の布袋図」『茶道雑誌』61巻11号、1997年
- 「酒井抱一図案・原羊遊斎作「竹製蒔絵椿柳文茶入」について」『美のたより』122号、1998年
- 「尾形光琳筆「富嶽図扇面」をめぐって」『大和文華』100号、1998年
- 「尾形光琳書状上嶋源之丞宛について」『美のたより』124号、1998年
- 「絵描きの玉手箱23尾形乾山の花籠図」『茶道雑誌』62巻9号、1998年
- 「富岡鉄斎筆「山荘風雨図」をめぐって」『美のたより』125号、1998年
- 「仁清作「色絵おしどり香合」について」『美のたより』126号、1999年
- 「名所などころ3吉野―和歌に詠まれた風景―」『茶道雑誌』63巻3号、1999年
- 「宋紫石筆「ライオン図」について」『美のたより』129号、1999年
- 「謡本百番本の木版雲母刷料紙装飾について」『大和文華』103号、2000年
- 「名所などころ16嵯峨―琳派芸術の背景」『茶道雑誌』64巻4号、2000年
- 「新収品紹介 僧正遍昭落馬図」『大和文華』104号、2000年
- 「菱田春草筆「晩秋図」をめぐって」『美のたより』130号、2000年
- 「名所などころ24佐野の渡―雪景色の絵様」『茶道雑誌』64巻12号、2000年
- 「渡辺始興と乾山焼」『美のたより』132号、2000年
- 「婦女遊楽図屏風（松浦屏風）と初期洋風画」『美のたより』134号、2001年
- 「本阿弥光悦書状（新兵衛宛）と光悦蒔絵」『美のたより』135号、2001年
- 「渡辺始興筆「金地山水図屏風」について」『美のたより』138号、2002年
- 「乾山作「光琳筆銹絵山水文四方火入」をめぐって」『美のたより』139号、2002年
- 「横山大観筆「游刃有余地図下絵」をめぐって」『美のたより』141号、2003年
- 「渡辺始興展望」『大和文華』110号、2003年
- 「伝 岩佐又兵衛筆「源氏物語図屏風」をめぐって」『美のたより』142号、2003年
- 「尾形光琳筆「紅葉流水図」について」『美のたより』144号、2003年
- 「冷泉為恭筆「伊勢物語八橋図」をめぐって」『美のたより』146号、2004年
- 「渡辺始興筆「松梅に鶴図」（「四季花鳥図教押絵貼屏風」の内）をめぐって」『美のたより』149号、2005年
- 「「舞楽図屏風」と「風神雷神図屏風」の画面構成について」『美術史論集』5号、2005年
- 「原三渓と矢代幸雄」『美のたより』150号、2005年
- 「表紙のことば 冷泉為恭筆「伊勢物語八橋図」」「岡田為恭筆「拾集古器図冊」について」『美のたより』152号、2005年
- 「展覧会紹介 屏風の前を人が動くとき、燕子花図はもっとも美しく見えます (大特集 光琳の七不思議)」『芸術新潮』56巻10号、2005年
- 「「寿山福海図」「群仙祝寿図」をめぐって」『美のたより』153号、2006年
- 「尾形光琳筆「八橋図」（扇面貼交手筥）について」『美のたより』154号、2006年
- 「伝 渡辺始興筆「浜松図・竹雀図屏風」について」『美のたより』156号、2006年
- 「「婦人像」をめぐって」『美のたより』157号、2007年
- 「尾形光琳筆「樹下人物図」（扇面貼交手筥）について」『美のたより』158号、2007年
- 「杉田玄白と江戸狩野派」『美のたより』160号、2007年
- 「「舞妓図」をめぐって」『美のたより』162号、2008年
- 「乾山筆「六首歌」をめぐって」『美のたより』163号、2008年
- 「富岡鉄斎筆「魚藻図」をめぐって」『美のたより』165号、2009年
- 「伝尾形光琳筆「竹図」（扇面貼交手筥）について」『美のたより』166号、2009年
- 「「大織冠絵巻」（富美文庫蔵）と七左衛門尉安信」『美のたより』168号、2009年
- 「海外調査報告　チェスタービーティーライブラリー」『美のたより』169号、2010年
- 「新収品紹介 春秋鷹狩茸狩図屏風」『大和文華』122号、2010年
- 「海外調査報告　チェスタービーティーライブラリーと大英博物館の特別観覧」『美のたより』170号、2010年
- 「岡田為恭筆「春秋鷹狩茸狩図」について」『美のたより』172号、2010年
- 「「婦女遊楽図屏風」（松浦屏風）の工芸品の表現について」『美のたより』174号、2011年
- 「富岡鉄斎筆「山中閑居図」をめぐって」『美のたより』175号、2011年
- 「乾山作品の意匠構成と嵯峨本」『美のたより』176号、2011年
- 「尾形光琳筆「雲竜図」（扇面貼交手筥）について」『美のたより』178号、2012年
- 「伝俵屋宗達筆「耕作図屏風」をめぐって」『美のたより』180号、2012年
- 「為恭の画中自画像」『美のたより』181号、2013年
- 「「伝淀殿像」をめぐって」『美のたより』182号、2013年